# USAP XV féminin
Pour les articles homonymes, voir USAP.
Maillots
Actualités
L'USAP XV féminin, anciennement l'USA Toulouges XV est un club féminin français de rugby à XV basé à Perpignan. Il participe au championnat de France de 2e division.

## Histoire
Le club était anciennement basé à Toulouges. En 2008, à la suite d'un désaccord entre l'USA Toulouges, exclusivement réservé aux dames quadruples championnes de France à cette date (2004, 2005, 2006 et 2008), et la municipalité de Toulouges, le club est devenue la section féminine de l'association USAP sous le nom de USAP XV Féminin. Elles évoluent sur le stade de la commune de Pollestres. 
Dès la première saison (en 2009), le club devient champion d'Europe en remportant sa finale face aux Espagnoles du club de Getxo. Il accède également à la finale du Top 10 (défaite 19-16 contre Montpellier).
La saison suivante, l'équipe est championne de France (26 à 5, toujours contre le Montpellier HRC). En 2011, l'USAP conserve son titre en battant le Stade rennais rugby en finale sur le score de 15 à 11.
En 2016, le club finit dernier du Top 8 et est relégué en Élite 2.
Seul club de rugby féminin du département à évoluer au niveau national, l’USAP Féminin continue sa restructuration pour à nouveau accéder en Elite 1 en s’appuyant la saison dernière sur 130 joueuses minimes, cadettes et séniors. 
Depuis trois saisons, le club est sur la bonne voie, puisqu’il s’est qualifié pour les demi-finales du championnat de France en 2021-2022 et 2023-2024.

## Palmarès

### Détail du palmarès
- Championnes de France en 2004, 2005, 2006, 2008, 2010 et 2011.
- Championnes d'Europe en 2009.

### Finales disputées
| Date de la finale | Vainqueur        | Finaliste           | Score | Lieu de la finale                        |
| ----------------- | ---------------- | ------------------- | ----- | ---------------------------------------- |
| 2004              | USA Toulouges XV | Ovalie caennaise    | 8-6   | Isle                                     |
| 11 juin 2005      | USA Toulouges XV | Ovalie caennaise    | 7-3   | Stade de France, Saint-Denis             |
| 2006              | USA Toulouges XV | Stade rennais rugby | 8-3   | La Roche-sur-Yon                         |
| 2008              | USA Toulouges XV | Montpellier HRC     | 18-15 | Parc des sports et de l'amitié, Narbonne |
| 15 juin 2009      | Montpellier HRC  | USAP XV féminin     | 19-16 | Gruissan                                 |
| 29 mai 2010       | USAP XV féminin  | Montpellier HRC     | 26-05 | Stade Jean-Bouin, Paris                  |
| 19 juin 2011      | USAP XV féminin  | Stade rennais rugby | 15-11 | Saint-Médard-en-Jalles                   |

| Date de la finale                | Vainqueur       | Finaliste      | Score      | Lieu de la finale                 |
| -------------------------------- | --------------- | -------------- | ---------- | --------------------------------- |
| 1er février 2009 22 février 2009 | USAP XV féminin | Getxo (Bilbao) | 19-11 82-3 | Bilbao (Aller) Toulouges (Retour) |

## Personnalités du club

### Joueuses
- Clémence Audebert,
- Émilie Benor,
- Hasna Berouzi
- Fabienne Billès,
- Édith Bise,
- Agnès Darmency,
- Manue Delval,
- Virginie Fillol,
- Élodie Issahkian,
- Marion Marti,
- Marion Ségura,
- Marion Lanau,

Internationales :
- Aurélie Bailon,
- Marie Bourret,
- Maud Camatta,
- Catherine Devillers,
- Fanny Gelis,
- Fanny Horta,
- Christelle Le Duff,
- Myriam Loyez,
- Aline Sagols,
- Laetitia Salles,
- Marion Talayrach.
- Charlotte Torres

### Entraîneurs
- Henri Sagols (entraîneur des avants)
- Jean-Louis Arcour (entraîneur des arrières)
- 2014-2015 : Marius Tincu
- 2019-2020 : Nicolas Grelon et Philippe Fernandez
- 2020-2021 : Philippe Fernandez, Guillaume Durand, Cyril Claveau et Mathieu Batifolier
- 2021-2024 : Stéphane Granell, Jean-Pierre Marchesan, Guillaume Durand, Cyril Claveau et Mathieu Batifolier